# كريس براون (راقص)
كريس براون (بالإنجليزية: Chris Brown)‏ هو راقص أمريكي، ولد في 1896، وتوفي في 1956.